# جوفان ستانكوفيتش
جوفان ستانكوفيتش (بالسيريلية الصربية: Јован Станковић) هو لاعب كرة قدم صربي في مركز الوسط، ولد في 4 مارس 1971 في Pirot ‏ في صربيا. شارك مع منتخب صربيا والجبل الأسود لكرة القدم. أما مع النوادي، فقد لعب مع أتلتيكو مدريد وأولمبيك مارسيليا والنجم الأحمر بلغراد ورادنيتشكي نيش وريال مايوركا ونادي لاردة.

## وصلات خارجية
- جوفان ستانكوفيتش على موقع قاعدة بيانات كرة القدم.إي يو (الإنجليزية)
- جوفان ستانكوفيتش على موقع ناشيونال فوتبول تيمز (الإنجليزية)